# Kim Yeong-cheol
Kim Yeong-cheol (en hangul, 김영철); nacido el 25 de febrero de 1953 en Daegu-), es una actor surcoreano.

## Carrera
En agosto de 2021 se anunció que se había unido al elenco de la serie Taejong Yi Bang Won donde dará vida a Lee Seong-gye, quien más tarde se convierte en el Rey Taejo. Es un general y guerrero indomable que derrocó a la dinastía Goryeo y estableció la dinastía Joseon en su lugar.

## Filmografía

### Dramas
- Taejong Yi Bang Won (KBS1, 2022) - Lee Seong-gye
- Times (OCN, 2021)
- My Country (jTBC, 2019)
- Criminal Minds (tvN, 2017)
- Papá está extraño (KBS2, 2017)
- Happy Home (MBC, 2016)
- Jang Youngsil: The Greatest Scientist of Joseon (KBS1, 2016)
- Beyond the Clouds (KBS2, 2014)
- Wonderful Days (KBS2, 2014)
- The Woman Who Married Three Times (SBS, 2013)
- The Blade and Petal (KBS2, 2013)
- Lee Soon Shin is the Best (KBS2, 2013)
- IRIS II: New Generation (KBS2, 2013)
- The Innocent Man (KBS2, 2012)
- I'll Give You the Stars and the Moon(KBS,2012)
- The Equator Man (KBS, 2012)
- Father is Sorry (TV Chosun, 2012)
- The Princess' Man (KBS2, 2011)
- Life is Beautiful (SBS, 2010)
- IRIS (KBS2, 2009)
- Returned Earthen Bowl (KBS2, 2008)
- Dae Wang Sejong (KBS1, 2008)
- How Much Love (MBC, 2006)
- Seoul 1945 (KBS1, 2006)
- Rustic Period (SBS, 2002)
- Man in Crisis (MBC, 2002)
- Emperor Wang Gun (KBS1, 2000)
- Faraway Nation (Nara) (KBS2, 1996)
- Because I Really (KBS2, 1997)
- Son of Wind (1995)
- How's Your Husband? (SBS, 1993)
- The Royal Way (KBS1, 1991)

### Películas
- Summer Snow (2015)
- My Father (2007)
- Voice of Murderer (2007)
- A Bittersweet Life (2005)

### Programas de variedades
- Real Men

## Premios
- 2017 KBS Drama Awads: Grand Prize (Daesang) (Father is Strange)
- 2012 KBS Drama Awards: Premio a la Excelencia - Actor (Drama Diario) (I'll Give You the Stars and the Moon)
- 2000 KBS Drama Awards: Gran Premio (Dae Wang Sejong)